# Megacarpaea
Megacarpaea é um género botânico pertencente à família Brassicaceae.